# Курт Сеит и Александра
«Курт Сеи́т и Алекса́ндра» (тур. Kurt Seyit ve Şura) — турецкий историко-драматический телесериал по одноимённому роману Нермин Безмен. На экранах с 4 марта 2014 года. Финальная серия была показана на телеканале Star TV 20 ноября 2014 года.

## Сюжет
Родившись в  богатой крымскотатарской семье, Курт Сеит вырос, придерживаясь принципов, которые вложил в него его отец, видный землевладелец мирза Мехмет Эминов. Уважение, которое он испытывает к российскому императору, можно сравнить только с желанием получить наследников после женитьбы сына на прекрасной мусульманке. Сеит, успешный как в мирной жизни, так и на военном поприще, о котором мечтает множество женщин, на одном из балов влюбляется в Александру, девушку из знатной русской семьи. Александра отвечает ему взаимностью, но их любовь подвергается испытанию после начала войны. Курт Сеит отправляется в Карпаты для защиты царя и отечества, но и здесь их любовь не угасает.
После серьёзной травмы на фронте Курт Сеит вынужден вернуться в Петроград, где сталкивается с жестокостью революции. Поскольку он и его друзья имеют непосредственное отношение к императору Николаю II, они оказываются в чёрном списке большевиков. Курт Сеит вынужден бежать, но и Александру оставлять он не хочет. Он забирает девушку к своим родителям, где объявляет о намерении жениться на ней. Но несмотря на богатство и происхождение Александры, Мирза против этого брака. Курт Сеит идёт против воли отца и уезжает из страны.
С помощью друзей Курт Сеит и Александра отправляются на корабле в Стамбул, оставив позади прошлую жизнь. Знания и умения, которые привёз с собой Курт Сеит, вызывают уважение среди жителей Османской империи, доживающей свои последние годы. В новой жизни, полной тягот, Курта Сеита и Александру поддерживает только их любовь. Но и она подвергается испытанию: Курт Сеит встречает Мюрвет, которая готова быть с ним, зная, что он не полюбит её так, как любит Александру.

## В ролях
| Актёр                 | Роль                                                                       |
| --------------------- | -------------------------------------------------------------------------- |
| Кыванч Татлытуг       | поручик Курт Сеит Эминов крымский татарин, офицер армии Российской империи |
| Фарах Зейнеп Абдуллах | Александра «Шура» Юлиановна Верженская русская аристократка                |
| Биркан Сокуллу        | Пётр Андреевич Боринский друг Курта Сеита со школьной скамьи               |
| Усхан Чакыр           | подпоручик Джелиль Камилов друг Курта Сеита, жених Татьяны                 |
| Седа Гювен            | Валентина «Тина» Юлиановна Верженская старшая сестра Александры            |
| Ева Дедова            | Татьяна «Тати» Чупилкина невеста Джелиля Камилова, балерина                |
| Эльчин Сангу          | Гюзиде сестра Йылдыз, влюблена в Джелиля Камилова                          |
| Аслы Орджан           | баронесса Лола Полянская влюблена в Курта Сеита                            |
| Догу Алпан            | подпоручик Владимир Савитков офицер царской армии, друг Курта Сеита        |
| Берк Эрчер            | Михаил Сорокин офицер царской армии, друг Курта Сеита                      |
| Сердар Гёкхан         | Мирза Мехмед Эминов отец Курта Сеита                                       |
| Шефика Толун          | Захиде Эминова мать Курта Сеита                                            |
| Орал Озер             | Махмут Эминов младший брат Курта Сеита                                     |
| Сюмейра Коч           | Хавва Эминова жена Махмута                                                 |
| Барыш Алпайкут        | Осман Эминов младший брат Курта Сеита                                      |
| Атай Гергин           | Юлиан Матвеевич Верженский отец Александры                                 |
| Эмек Эрель            | Екатерина Васильевна Верженская мать Александры                            |
| Тугче Карабаджак      | Нина Юлиановна Верженская сестра Александры                                |
| Неше Бейкент          | Надежда Васильевна Богаевская тётя Александры                              |
| Мехмет Йылмаз         | генерал Африкан Петрович Богаевский дядя Александры                        |
| Зеррин Нишанджи       | Мария Боринская мать Петра                                                 |
| Сельчук Сазак         | граф Андрей Александрович Боринский отец Петра                             |
| Сергей Тэсслер        | барон Константин Клодт фон Юргенсбург муж Валентины                        |
| Филиз Кая             | Йылдыз Мемедова сестра Гюзиде                                              |
| Джем Бендер           | капитан Билли британский офицер                                            |
| Демет Оздемир         | Алина «Алья» Соколова русская аристократка, работница прачечной Ризы       |
| Мелиса Аслы Памук     | Айше дочь Али                                                              |
| Толга Саваджи         | Ахмет Яхья брат Бинназ, муж Гюзиде, хозяин гостиницы «Шереф»               |
| Осман Алькаш          | Али Дайы отец Айше, совладелец гостиницы                                   |
| Саджиде Ташанер       | Бинназ сестра Ахмета Яхьи, родственница Мемедовых                          |
| Эдип Тепели           | Галип работник гостиницы «Шереф», влюблённый в Айше                        |
| Дурукан Челиккая      | Сабри племянник Али                                                        |
| Энгин Шенкан          | Муртазаоглу Рыза хозяин прачечной                                          |
| Чаглар Эртугрул       | Юсуф друг Валентины                                                        |
| Сарп Джан Кёроглу     | Борис Богаевский кузен Александры                                          |
| Фахрие Эвджен         | Мюрвет «Мурка» жена Курта Сеита                                            |
| Зеррин Текиндор       | Эмине-ханым мать Мюрвет                                                    |
| Бора Кочак            | Хаккы брат Мюрвет                                                          |
| Кадир Чермик          | Люфти сосед Эмине                                                          |
| Эрол Гедик            | Сердж англичанин влюбленный в Александру                                   |
| Тижен Пар             | пожилая Валентина Верженская                                               |

## Трансляции
| Страна     | Телеканал          | Дата трансляций               |
| ---------- | ------------------ | ----------------------------- |
| Албания    | Klan TV            |                               |
| Беларусь   | ОНТ                | 13 сентября — 20 октября 2021 |
| Болгария   | bTV                | 3 июня — 6 июля 2015          |
| Венгрия    | RTL Klub           | C 9 января 2015               |
| Египет     |                    |                               |
| Италия     | Canale 5           | C 9 июня 2023                 |
| Польша     | TVP2, TVP Historia | C 31 aвгуста 2015             |
| Россия     | Домашний           | 21 февраля — 16 мая 2015      |
| Сербия     | B92                | 30 сентября — 6 ноября 2014   |
| США        | MundoFox           | С 6 апреля 2015               |
| Турция     | Star TV            | 4 марта — 20 ноября 2014      |
| Украина    | Интер              | 1 июня — 26 июня 2015         |
| Черногория | Prva M             |                               |

## Премьеры сезонов

### Турция
- Первый сезон (серии 1—13) выходил с 4 марта по 10 июня 2014 года на турецком канале «Star TV» и транслировался каждый вторник в 20:00.
- Второй сезон (серии 14—21) выходил с 23 сентября по 20 ноября 2014 года на турецком канале «Star TV» и транслировался каждый вторник в 20:30 и четверг 22:30.

### Россия
- В России сериал транслировался на телеканале «Домашний» по субботам с 21 февраля[8] по 16 мая 2015 года без деления на сезоны.